# 老平旺街道
老平旺街道是中华人民共和国山西省大同市云冈区下辖的一个街道办事处。

## 建置沿革
- 将老平旺街道绿洲西城、糖厂2个社区划归平城区马军营街道管辖，糖厂社区名称变更为博学社区。[2]

## 行政区划
老平旺街道下辖以下村级行政区划单位：
一电厂社区、糖厂社区、老平旺社区、王家园社区和电力技校社区。